# Православне сповідання віри
«Правосла́вне сповіда́ння ві́ри» (церк.-слов. Православноє исповѣданїє вѣры) — православний катехизис київського митрополита Петра Могили та Ісаї Козловського-Трофимовича. Написаний латинською мовою 1640 року в Києві. Систематизував та уніфікував віросповідні догмати та їх тлумачення, що поширювалися на українських землях та в православ'ї загалом.. Розглянутий на Київському соборі 1640 та на помісному соборі в Яссах (1642). Затверджений тогочасними патріархами Сходу. Справив великий вплив на православну богословську освіту.
Також відомий як Великий катехізис Петра Могили. У 1645 році Могила опублікував скорочену його версію, що стала відома як Малий катехізис Петра Могили.

## Назви
- «Православне сповідання віри католицької та апостольської церкви східної» (церк.-слов. Православноє исповѣданїє вѣры, Каѳолічєскїѧ и Апостолскїѧ Црквє Восточныѧ) — повна назва.
- «Православне сповідання віри» — коротка назва.
- «Виклад віри церкви Малої Росії» — первісна назва.
- «Великий катехізис» — скорочена назва.

Скорочена версія («Малий катехізис Петра Могили») також відома як «Собраніє короткої науки о артикулах віри».

## Історія видання
1629 року у Женеві, одному з центрів Реформації, латинською мовою було опубліковано «Сповідання віри православної» Константинопольського патріарха Кирила Лукаріса, яке було написане під значним впливом кальвінізму. Поява цієї праці зчинила фурор у релігійних та політичних колах Європи. Невдовзі після загибелі Лукаріса у 1638 році, Константинопольський православний собор наклав анафему на Кирила та його «Сповідання». Засуджено Лукаріса було і на наступних соборах — Київському 1640 року та Яському 1642 року.
На хвилі відстоювання недоторканності православних догматів і було написане «Православне сповідання віри», яке початково призначалося для використання в межах Малоросії. На меті Петра Могили було дати недвозначене і чітке визначення православ'я за найвищими взірцями римо-католицької вченості й за методологією латинських викладів віри. Латинська мова тексту свідчила про його призначення насамперед для богословських кіл та ознайомлення ієрархів різних конфесій.
«Православне сповідання віри» було прийняте на соборі у Києві (1640), а згодом, в дещо підправленому за низкою важливих питань вигляді, знову було прийняте на соборі у румунських Яссах (1642). Там само воно було з латини перекладене грецькою богословом Мелетієм Сірігосом (або Сірігом), який написав власну критику твору («Противоглаголание»). У перекладі було усунуто деякий вплив латинства (відновлено початкову візантійську позицію щодо чистилища та засновничих слів Євхаристії). В такому оновленому вигляді працю було схвалено Константинопольським собором 1643 року.
Оскільки греки не поспішали з виданням «Православного сповідування віри» (яке згодом стало також відомим як «Великий Катехизис» Петра Могили), київський митрополит видрукував його скорочений варіант українською і польською мовами, відомий як «Малий Катехизис», що мав заголовок «Събраніе короткой науки о артикулах веры православно-кафолической христианской ведлуг вызнаннія и науки церкве» (Київ, 1645). Це видання не включало виправлення Сірігоса, з якими Могила не був цілком згоден. На думку Олександра Васильєва, Петро Могила у «Малому катехізисі» також навмисне викинув багато розділів, що піднімали спірні питання між католиками і православними.
Згодом, вже після смерті Могили, «Великий Катехизис» був видрукуваний у Амстердамі (1667) грецькою мовою, а також у багатьох інших європейських країнах грецькою, латинською, церковно-слов'янською, румунською, російською та іншими мовами. В 1695 році його було опубліковано в Лейпцигу. Наступного року, за патріарха Андріана, у Москві вийшов слов'янський переклад «Сповідання», а у 1837 році синод російської православної церкви виніс рішення перекласти «Сповідання» російською мовою.

## Зміст книги
Книга сприятливо для релігійного навчання укладена в формі питань та відповідей. Згідно з трьома богословськими чеснотами, книгу поділено на три частини: про Віру, про Надію та про Любов. Серед них найважливіше місце посідає любов, яку автори розглядають як принцип Бога, світу і людини. Значну увагу приділено проблемі внутрішньої людини і її серцю як центру духовного життя, переображення і єднання з Богом.
Викладу першої частини передує загальне судження про віру у 126 питаннях та відповідях: про Бога, про янголів, про Ісуса Христа, про людину, про гріхопадіння, про 7 дарів Духа Святого, про 9 заповідей церковних, 7 таїнств та есхатологію.
Друга частина у 63 питаннях-відповідях містить учення про молитву взагалі та про молитву Господню, про Заповіді блаженств.
У третій частині у 72 питаннях-відповідях йдеться про добрі діла, про різні види гріха та про Декалог.
Твір не має полемічного характеру, але викладаючи катехизичне вчення, автори відзначають розходження православних і католицьких догматів (зверхність влади Папи Римського над християнським світом, походження Святого Духа «і від Сина», чистилище). Ці догмати вони не приймають і критикують. Так само протестантському розумінню свободи волі, передвизначення, добрих справ, значення віри для спасіння вони протиставляють православне тлумачення. Але в процесі доведення автори широко послуговуються раціоналістичними доказами, використовують праці вчених різних сповідань.

## Оцінки
- Перша з трьох символічних книг у православ'ї (дві інші — «Послання патріархів православної католицької церкви» 1723 року та катехизис Філарета Московського[ru][7])[1]. У середині ХІХ століття Російська православна церква переоцінила значення символічних книг як зайвий західний вплив, і їх богословське значення поступово почалося зменшуватися[3][7].
- За оцінкою україністки та дослідниці життя і творчості Петра Могили Валерії Нічик, книга впродовж трьох століть не втратила значення кращого викладу символу віри і зберігає його й понині.[2]
- Відомий історик церкви Макарій (Булгаков) у 1848 році дав таку оцінку «Православного сповідання віри»:[10]

Натомість сучасний російський дослідник Олександр Дворкін називає книгу «фатальним документом», негативно розцінюючи вплив католицизму, що відчувається у книзі. На його думку «Православне сповідання віри» є найбільш «латинським за духом та формою» документом, який коли-небудь офіційно був схваленим православними ієрархами за всю історію православної церкви. Він також вважає, що праця була написана під значним впливом католицького катехизису Петра Канізія.

## Видання

### Великий катехізис
- Ортодокс омологія сирѣчь Православное исповѣданіе католіческія и апостолскія церкве восточныя новопереведеся c елліногреческого языка. — М., 1696 (у співавт. з Ісаєю Трофимовичем).
- Катихисис сирѣчь исповѣданіе православныя вѣры католіческія и апостолскія церкве восточныя… — К., 1712.

### Малий катехізис
«Малий катехізис» Могили перевидавався у Львові (1646), Почаєві (1782, 1783), без позначення місця (1785) та Супраслі (1788). 1649 року був надрукований у Москві в перекладі церковнослов'янською.